# Philogenia minteri
Philogenia minteri – gatunek ważki z rodziny Philogeniidae. Występuje na terenie Ameryki Południowej.